# Pavolini (famiglia)
I Pavolini sono una nobile famiglia toscana, i cui esponenti furono tra i protagonisti del panorama culturale e politico italiano tra Ottocento e Novecento. 

Stemma della famiglia Pavolini

Della famiglia sono fiorenti i rami di Roma e di Napoli.

## Membri illustri
- Apollonio Pavolini, fu governatore di Marciana sin dal 1736, nei pressi del borgo di S. Piero, ove fu proprietario di un palazzo con stemma gentilizio tuttora esistente[5].
- Giuseppe Pavolini, possidente domiciliato in Siena nel 1828, fu attuario e archivista della cancelleria arcivescovile della città[6][7].
- Giuseppe Lorenzo Pavolini, fu diplomatico del Regno d’Italia in Piombino[8].
- Paolo Emilio Pavolini, fu filologo, linguista, poeta e traduttore italiano.
- Angiolo Pavolini (1880-1965), fu botanico e mineralista.
- Corrado Pavolini, fu scrittore, regista e critico letterario italiano.
- Alessandro Pavolini, fu giornalista, politico e scrittore, ministro della Cultura popolare e segretario del Partito Fascista Repubblicano.
- Francesco Pavolini, fu critico cinematografico, regista e sceneggiatore.
- Luca Pavolini, fu giornalista e politico.
- Lorenzo Pavolini, è scrittore.